# 綾羽工業
綾羽工業株式会社（あやはこうぎょう、AYAHA INDUSTRIES CO., LTD.）とは、滋賀県高島市に本社を置く、アヤハグループの繊維製品のメーカーである。

## 所在地

### 主要事業所
本社・高島工場
〒520-1512
滋賀県高島市新旭町太田1011-1
湖東工場
〒527-0125
滋賀県東近江市小田苅町2003
大阪営業所
〒541-0051
大阪市中央区南本町3-6-14

## 沿革
- 1952年1月27日 会社創業。滋賀県内に高島工場を創設する。
- 1952年1月30日 日本重布工業株式会社を設立する。
- 1968年4月 滋賀県内に湖北工場を新設する。
- 1970年10月 滋賀県内に湖東工場を新設する。
- 1995年4月 綾羽工業株式会社に社名を変更して湖北工場を高島工場に統合する。綾羽株式会社から繊維事業部門を移管する。

## 関連企業
- 綾羽株式会社
- 株式会社アヤハエンジニアリング
- アヤハ化成株式会社
- 株式会社アヤハディオ
- アヤハ不動産株式会社
- 株式会社アヤハ環境開発
- アヤハ運輸倉庫株式会社
- 株式会社アヤハゴルフリンクス
- 株式会社朝宮ゴルフ場
- 株式会社アヤハレークサイドホテル
- 株式会社アヤハ自動車教習所
- 株式会社エイエムエス
- リアリティバイ・ジャパン株式会社
- 学校法人綾羽育英会
  - 綾羽高等学校